# Proholozoster neoguinensis
Proholozoster neoguinensis is een hooiwagen uit de familie Podoctidae.